# وجی‌برگر
وجی‌برگر (همبرگر گیاه‌خواران) گونه‌ای ساندویچ شبیه به همبرگر است که در آن گوشت یا هرگونه مواد غذایی حیوانی به کار نرفته‌است. در جاهایی مانند هند که گیاه‌خواری گسترده‌است، مکدونالدز و مرغ سوخاری کنتاکی وجی برگر سرو می‌کنند.

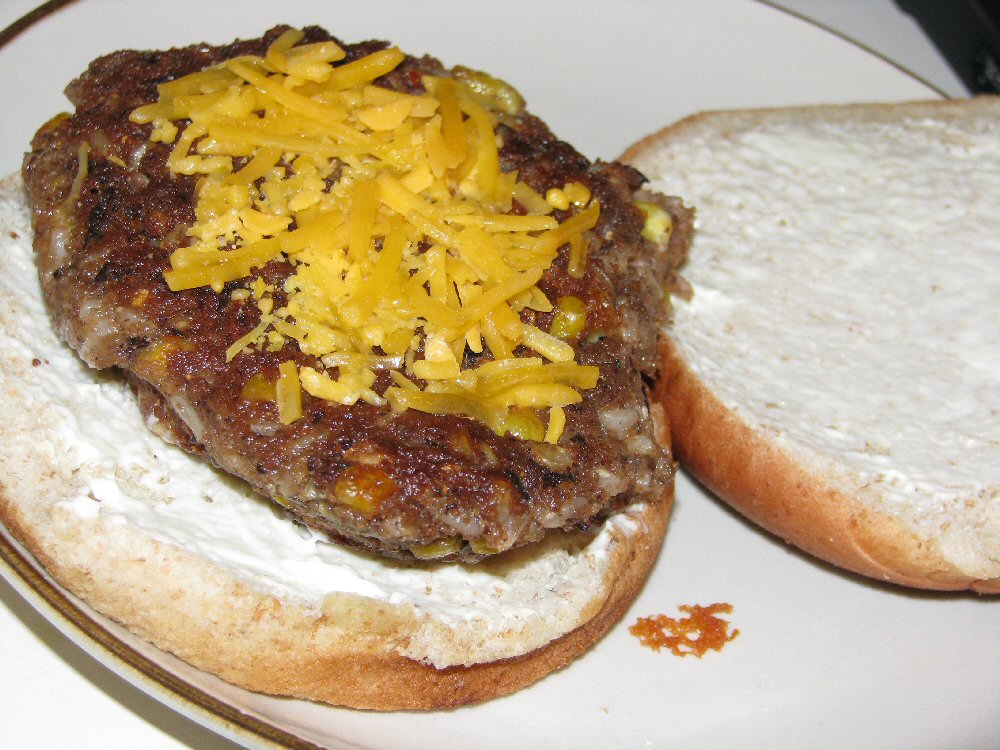
یک وجی‌برگر با پنیر رنده شده و نان همبرگری.

## مواد تشکیل دهنده
برای پخت وجی‌برگر از فرمول‌های مختلفی می‌توان استفاده کرد.
فرمول‌های مختلف وجی‌برگر عموماً شامل پروتئین‌های بافت‌دار گیاهی مانند گوشت سویا، گندم، جوانهٔ گندم، قارچ و دانه‌های دیگر است.